# Vitomil Zupan
Vitomil Zupan (Ljubljana, 18 januari 1914 – aldaar, 14 mei 1987) was een Sloveens schrijver, dichter, toneelschrijver, essayist en scenarioschrijver. Hij schreef vaak onder het pseudoniem Langus. Hij wordt beschouwd als een van de belangrijkste Sloveense schrijvers van de tweede helft van de 20ste eeuw.

## Leven
Vitomil Zupan is geboren in Ljubljana, toen nog deel van Oostenrijk-Hongarije. Na zijn schoolopleiding schreef hij zich in aan de universiteit van Ljubljana. Hij studeerde voor ingenieur. Hij studeerde pas af in 1958. Voor de oorlog reisde Vitomil en werkte overal waar hij terechtkwam. Na zijn terugkeer naar Slovenië werd hij lid van Sokol, een sportvereniging die ook een politieke visie had. Na de inval van Joegoslavië door de asmogendheden in april 1941, werd Zupan lid van het Osvobodilna Fronta, de verzetsstrijders van Slovenië. Hij werkte mee aan verschillende acties tegen de Italiaanse bezetters in Ljubljana. Hij werd gearresteerd in 1942 door de Italiaanse fascistische autoriteiten en werd naar het concentratiekamp Čiginj bij Tolmin gestuurd. Later werd hij overgebracht naar Gonars. Hij ontsnapte, en sloot zich aan bij de partizanen. Daar ontmoette hij Dušan Pirjevec  Ahac, filosoof en literair theoreticus, waarmee hij een levenslange vriendschap sloot. Vitomil was eerst actief deel van de aanvalstroepen. Daarna werkte hij mee aan het culturele deel van de partij, waar hij propagandatheaterstukken schreef en samenwerkte met de essayist en toneelschrijver Jože Javoršek, dichter Matej Bor en de schrijver Igor Torkar.
Na de oorlog werkte Zupan tot 1947 als hoofdredacteur van het cultureel programma van Radio Ljubljana. 1947 was ook het jaar waarin hij de Prešerenprijs kreeg voor zijn theaterstuk Rojstvo v nevihti. In 1948 werden hij, zijn medewerker van Radio Ljubljana, en zijn voormalige collega Jože Javoršek gearresteerd door de communistische autoriteiten. Hij werd veroordeeld tot 18 jaar gevangenis, maar werd al in 1955 vrijgelaten. Hij kon dan echter enkel publiceren onder zijn pseudoniem Langus.
Vanaf de jaren ‘60 kon Zupan weer onder zijn eigen naam publiceren. Zijn roman Menuet za kitaro (Een menuet voor gitaar) werd in 1980 door de Servische regisseur Živojin Pavlović als basis gebruikt voor zijn film Doviđenja u sledećem ratu (Tot ziens in de volgende oorlog). In 1984 kreeg hij opnieuw de Prešerenprijs toegereikt.
In 1987 stierf Vitomil Zupan in Ljubljana. 

## Werk
Zupan is voornamelijk bekend voor zijn semiautobiografische romans. In Menuet za kitaro gaf Zupan een getuigenis van de Sloveense Bevrijdingsoorlog. In Levitan (1982) beschreef hij zijn ervaringen van zijn gevangenschap. Komedija človeškega tkiva (Een komedie van menselijk weefsel) beschrijft de periode voor en tijdens de Tweede Wereldoorlog. Deze drie werken vormen samen een autobiografische trilogie over de zoektocht van een individu naar zijn identiteit. 
Zijn populairste roman is Igra s hudičevim repom (Een spel met Satans staart). In dit boek schrijft hij over een man van middelbare leeftijd die in een seksuele affaire terechtkomt met zijn huishoudster.
Zupans romans zijn geschreven van een individualistisch perspectief, en zijn vol seksuele details, maar gaan ook over de banaliteit van het dagelijkse leven en onderdrukkende instituties zoals het leger en de gevangenis. Hij werd vaak beschuldigd van pornografie en overdreven beschrijvingen van geweld. Hij schrijft langs de andere kant ook wel reflectief en met filosofische en culturele referenties.
Hij schreef ook poëzie, vanwaar het meeste niet gepubliceerd werd tijdens zijn leven. In 2006 kwam er opnieuw meer interesse voor Zupans literatuur. In dat jaar werd namelijk een bundel gepubliceerd van zijn gedichten die hij in de gevangenis had geschreven.

## Prijzen
- 1947 Prešerenprijs voor het theaterstuk Rojstvo v nevihti
- 1973 Župančičprijs voor de roman Potovanje na konec pomladi
- 1982 Župančičevprijs voor de roman Levitan
- 1984 Prešerenprijs voor literair werk

### Novelles
- Andante patetico: povest o panterju Dingu (1944)
- Iz partizanskih let: izbor proze (1947)
- Sončne lise (1969)
- Gora brez Prometeja (1983)

### Romans
- Potovanje na konec pomladi (1972)
- Klement (1974)
- Menuet za kitaro: Na petindvajset strelov (1975)
- Zasledovalec samega sebe (1975)
- Mrtva mlaka (1976)
- Duh po človeku (1976)
- Igra s hudičevim repom (1978)
- Komedija človeškega tkiva (1980)
- Levitan (1982)
- Gora brez Prometeja (1983)
- Človek letnih časov (1987)
- Apokalipsa vsakdanjosti (1988)

### Drama
- Tri zaostale ure (1944)
- Punt (1945)
- Rojstvo v nevihti (1945)
- Stvar Jurija Trajbasa (1947)
- Aki (1950)
- Ladja brez imena (1972)
- Preobrazba brez poti nazaj (1973)
- Bele rakete lete na Amsterdam (1973)
- Angeli, ljudje, živali: Barbara Nives (1974)
- Aleksander praznih rok : tragična komedija o Aleksandru Velikem (198?)

### Kinderverhaaltjes
- Trije konji (1970)
- Potovanje v tisočera mesta (1983)
- Plašček za Barbaro (1986)
- Pravljica o črnem šejku z rdečo rožo (2011)

### Essays
- Sholion (1973)
- Freud in umetnost (1974)

### Poëzie
- Polnočno vino (1973)
- Pesmi iz zapora (2006)

### Scenario’s
- Ljudje in luči: scenarij (1956)
- Pet minut raja: tretji scenarij za kratkometražni umetniški film (1957)
- Dobri stari pianino: snemalna knjiga za celovečerni igrani film (1958)
- Strup: (enodejanka) (1961)
- Vest in pločevina ali Pobegli vozniki (1973)
- Ulica treh rodov (1974)
- Odločitev (1976)

### Radio-spelletjes
- Upor črvov: radijska igra (1969)
- Andante patetico: (umetniška pripoved) (1971)
- Poplah na ladji Jutro: radijska igra (1974)
- Odločitev (1976)
- Ptiči pojejo pesem: radijska igra (1977)

- Bibsys: 3053311
- Bibliothèque nationale de France: cb165755090 (data)
- Catàleg d'autoritats de noms i títols de Catalunya: 981058613319306706
- Gemeinsame Normdatei: 119478471
- International Standard Name Identifier: 0000 0001 1072 7228
- Library of Congress Control Number: n80064246
- Nationale Bibliotheek van Letland: 000238692
- Nationale Bibliotheek van Tsjechië: js20020925256
- Nationale bibliotheek van Australië: 35848609
- Nationale en Universitaire bibliotheek Zagreb: 000001011
- Nederlandse Thesaurus van Auteursnamen: 175868662
- Réseau des bibliothèques de Suisse occidentale: 02-A020431232
- Istituto Centrale per il Catalogo Unico: SBLV130503
- Système universitaire de documentation: 074305255
- Virtual International Authority File: 79426868
- WorldCat: E39PBJyWP3bYVD84xrrDmjMHG3